# ماريا شتيرن
ماريا شتيرن (بالألمانية: Maria Stern)‏‏ (5 سبتمبر 1972 في برلين الشرقية - ) مغنية، وكاتِبة أغاني، وناشِطة، وسياسية من النمسا. منذ أغسطس 2018، أصبحت رئيسة قائمة بيتر بيلز.